# Lotnisko Olsztyn-Dajtki
Lotnisko Olsztyn-Dajtki (kod ICAO: EPOD) – cywilno-sportowe lotnisko usytuowane ok. 4,5 km od centrum Olsztyna, w dzielnicy Dajtki.
Lotnisko należy do aeroklubu warmińsko-mazurskiego. Istnieją w nim sekcje: spadochronowa, szybowcowa i samolotowa. W grudniu 2006 oddano do użytku nową betonową drogę startową na kierunku 9/27 o wymiarach 850 m × 25 m, wyposażoną w oświetlenie nawigacyjne.
Z lotniska korzysta Lotnicze Pogotowie Ratunkowe.
Obecnie nie planuje się utworzenia tu portu transportowego, choć władze tego nie wykluczają. Aktualnie najbliższym portem lotniczym Olsztyna jest Port Lotniczy Olsztyn–Mazury.

## Historia
Po zakończeniu I wojny światowej postanowiono wybudować port lotniczy w pobliżu Olsztyna. Do tego celu wybrano w 1926 r. największy w pobliżu miasta teren o płaskiej powierzchni (2,8 km na 1,5 km) w pobliżu wsi Dajtki. Pierwotnie lotnisko miało służyć celom  cywilnym. 1 czerwca 1926 roku rozpoczęły się w sezonie letnim regularne loty pasażerskie Lufthansy do Gdańska. Lotnisko klasyfikowano wówczas jako Verkehrslandeplatz, a od roku 1932 jako Verhehrsflughafen II, a więc lotnisko użytku cywilnego. W sierpniu 1933 r., na lotnisku wylądował samolot z Adolfem Hitlerem. W roku 1939 lotnisko zostało sklasyfikowane przez Luftwaffe jako lotnisko operacyjne (Einsatzhafen), a więc nieoficjalnie przystosowane do użytku wojskowego, posiadało pole wzlotów o nieutwardzonej nawierzchni, o rozmiarach 595×595 metrów, oraz dwa hangary w południowo-wschodniej części lotniska. W czasie wojny przejęte zostało przez armię niemiecką (głównie w celach szkolenia szybowcowego), a następnie Armię Czerwoną.
Po II wojnie światowej, 18 kwietnia 1945 Polskie Linie Lotnicze LOT uruchomiły stałą komunikację lotniczą na trasie Warszawa - Olsztyn - Gdańsk - Bydgoszcz - Warszawa.
Od wielu lat lotnisko służy wyłącznie do celów cywilno-sportowych.

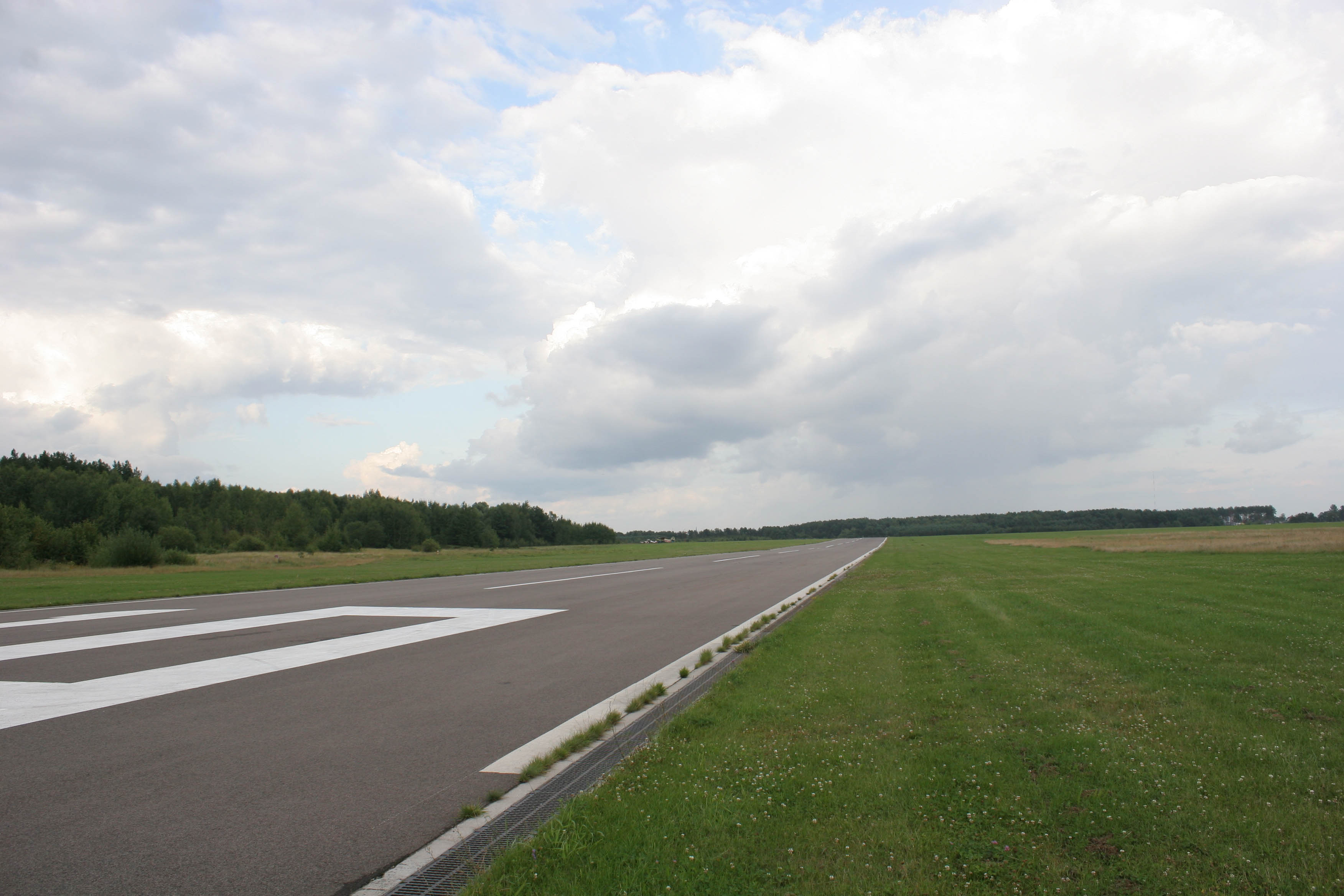
pas startowy